# Shikoh Gitau
Shikoh Gitau (vers 1981) est une informaticienne et une innovatrice en technologie kényane. Bien qu'issue d'un milieu pauvre, elle réussit à mener des études supérieures, avec des études de premier cycle en informatique à l'université Nazaréenne d'Afrique (Africa Nazarene University (en)) au Kenya et un doctorat à l'université du Cap en Afrique du Sud. Elle est connue pour avoir inventé M-Ganga et Ummeli, des applications mobiles pour la promotion de la santé et de la médecine et pour la mise en correspondance des chômeurs et des employeurs ayant besoin de leurs compétences spécifiques. Shikoh Gitau est la première Africaine à remporter la bourse commémorative The Google Anita Borg reçue lors de la Célébration Grace Hopper des femmes en informatique, pour ses inventions et sa thèse. Elle contribue et gère le programme Innovations technologiques pour la croissance inclusive, pour la banque africaine de développement (BAD) où elle est actuellement employée.

## Jeunesse
Shikoh Gitau est née dans une famille ouvrière dans le bidonville de Mathare à Nairobi au Kenya. Peu de temps après sa naissance, sa famille perd ses biens à Mathare à la suite de la tentative de coup d'État de 1982 et est contrainte de déménager à Nakuru avec des parents. Durant son enfance à Nakuru, Shikoh Gitau assiste à sa première cérémonie de remise des diplômes à la télévision. Elle pense que le fait d'avoir vu une femme recevoir un doctorat des mains du président d'alors Daniel arap Moi au cours de cette émission l'a motivée à poursuivre des études supérieures.
Shikoh Gitau termine ses études de premier cycle à l'université nazaréenne d'Afrique (Africa Nazarene University ANU) à Nairobi. Sa carrière à l'ANU est marquée par l'excellence académique : Elle reste au tableau d'honneur et sur liste du doyen pendant ses quatre années d'études et remporte les prix du mérite et du leadership de l'université respectivement en 2003 et 2005. Elle y travaille jusqu'en 2007, date à laquelle elle s'inscrit à l'université du Cap afin d'obtenir d'abord une maîtrise puis un doctorat en informatique.

## Carrière
Shikoh Gitau œuvre dans une multitude de domaines pour le développement en Afrique. Son accomplissement professionnel le plus remarquable est son application mobile Ummeli. Cette application, créée en juin 2010, met en correspondance des chômeurs et des employeurs ayant besoin de leurs compétences spécifiques. En raison de son faible coût et de son utilisation pratique, son potentiel de diminution du chômage sur le marché du travail est très élevé. Umelli est disponible en Afrique du Sud et devrait l'être dans d'autres pays africains. En décembre 2010, elle commence à travailler pour Google Inc's Emerging Markets, où elle identifie, étudie et conçoit le site www.beba.co.keconcept et travaille à son introduction dans le système de transit du Kenya. En janvier 2011, elle est cofondatrice et assistante en matière de recherche pour iHub_Research, où elle est à la pointe de la recherche sur l'utilisation de l'internet mobile en Afrique, et travaille sur le projet Microsoft oneApp. Actuellement, elle travaille au département des technologies de l'information et de la communication de la Banque africaine de développement (BAD) et développe divers projets avec différents gouvernements en Afrique.

## Prix et distinctions
Le 31 juillet 2013, Shikoh Gitau devient l'une des trois personnes à remporter le prix Change Agent de l'Institut Anita Borg. Elle entre dans l'histoire en devenant la première Africaine à remporter la bourse Google Anita Borg Memorial. Elle est récompensée avec les autres lauréats à Minneapolis, dans le Minnesota, le 5 octobre de la même année, lors de la Célébration Grace Hopper des femmes en informatique.
En 2017, le magazine The Independent la reconnaît comme l'une des femmes PDG les plus influentes au monde pour l'Afrique de l'Est dans le secteur Technologies de l'information et de la communication (TIC).
Autres
- 2005 : Parmi les dix finalistes pour la bourse Rhodes
- 2013 : Sur la liste AfroElle Power des femmes africaines qui contribuent au changement
- 2015 : Top 40 des femmes de moins de 40 ans à suivre au Kenya
- 2015 : Bourse New Voices de l'Institut Aspen